# 리자 루슈타
리자 루슈타(Riza Lushta, 1916년 8월 22일, 세르비아 왕국, 코소브스카미트로비차 ~ 1997년 2월 6일, 이탈리아, 토리노)는 과거 알바니아의 축구 공격수였다.
SK 티라나에서 선수 생활을 시작한 그는, 알바니아 리그에서 네 번의 우승과 (1934년, 1936년, 1937년, 그리고 1939년) 초대 알바니아컵 우승을 맛보았다. 루쉬타는 프랑스의 AS 칸과 이탈리아의 AS 바리, 유벤투스 (1942년의 코파 이탈리아에서 한 번 우승), 나폴리 그리고 알레산드리아에서 선수 생활을 하였으며, 이 밖에도 이탈리아 3부의 시에나와 이탈리아 4부의 포를리와 라팔로에서도 선수 생활을 하였다. 그는 1954년에 은퇴했으며, 젊은 시절에 지금의 트레프차'89인 루다르에서 뛰었다.
루슈타는 세리에 A에서 170경기에 출전해, 68골을 넣는 활약을 하기도 했는데, 전쟁 기간이었던 1943-44 시즌, 이탈리아에서 열린 대회에서 골을 기록했다고 한다 (5경기 5골). 그는 또한 알바니아 축구 국가대표팀에서도 좋은 활약을 펼쳤으며, 1997년 2월 6일, 이탈리아의 토리노에서 숨을 거두었다.